# آرامائیس سارگسیان (نقاش)
آرامائیس هاکوبی سارگسیان (ارمنی: Արամայիս Հակոբի Սարգսյան؛ زاده ۵ ژانویهٔ ۱۹۳۰ - درگذشته ۲۸ فوریهٔ ۱۹۹۶) نقاش اهل ارمنستان بود.

## زندگی‌نامه
وی در ۵ ژانویهٔ ۱۹۳۰ در آرارات به دنیا آمد و از کالج دولتی هنرهای زیبای پانوس ترلمزیان (۱۹۵۰) و انستیتو دولتی هنری و نمایشی ایروان (۱۹۵۶) فارغ‌التحصیل گشت. وی همچنین برنده جوایزی همچون نقاش شایسته ارمنستان شوروی شد. وی در ۲۸ فوریهٔ ۱۹۹۶ در سن ۶۶ سالگی در ایروان درگذشت.